# Communauté de communes de l’Est guyanais
Die Communauté de communes de l’Est guyanais ist ein Gemeindeverband mit der Rechtsform einer Communauté de communes im französischen Überseedépartement Französisch-Guayana. Sie wurde am 5. November 2002 gegründet und umfasst vier Gemeinden. Der Verwaltungssitz befindet sich im Ort Saint-Georges.

## Mitgliedsgemeinden
| Gemeinde                                 | Einwohner 1. Januar 2022 | Fläche km² | Dichte Einw./km² | Code INSEE | Postleitzahl |
| ---------------------------------------- | ------------------------ | ---------- | ---------------- | ---------- | ------------ |
| Camopi                                   | 2.168                    | 10.030,00  | 0                | 973356     | 97330        |
| Ouanary                                  | 200                      | 1.080,00   | 0                | 973314     | 97380        |
| Régina                                   | 1.657                    | 12.130,00  | 0                | 973301     | 97390        |
| Saint-Georges                            | 4.710                    | 2.320,00   | 2                | 973308     | 97313        |
| Communauté de communes de l’Est guyanais | 8.735                    | 25.560,00  | 0                | –          | –            |